# Kuże (Litwa)
Kuże (lit. Kužiai) − wieś na Litwie, w okręgu wileńskim, w rejonie solecznickim, w gminie Butrymańce. W 2011 roku liczyła 41 mieszkańców. 